# Tibor Takács (piragüista)
Tibor Takács es un deportista húngaro que compitió en piragüismo en la modalidad de aguas tranquilas. Ganó dos medallas de oro en el Campeonato Mundial de Piragüismo, en los años 1993 y 1994.

## Palmarés internacional
| Campeonato Mundial | Campeonato Mundial        | Campeonato Mundial | Campeonato Mundial |
| Año                | Lugar                     | Medalla            | Competición        |
| ------------------ | ------------------------- | ------------------ | ------------------ |
| 1993               | Copenhague (Dinamarca)    | Medalla de oro     | C4 1000 m          |
| 1994               | Ciudad de México (México) | Medalla de oro     | C4 1000 m          |